# Georgij Zjukov
Georgij Konstantinovitj Zjukov (ryska: Георгий Константинович Жуков), född 1 december (19 november enligt g.s.) 1896 i Strelkovka i guvernementet Kaluga, död 18 juni 1974 i Moskva, var en sovjetisk militär, armégeneral 4 juni 1940 och marskalk av Sovjetunionen 18 januari 1943. Han var den viktigaste sovjetiske befälhavaren under andra världskriget.

## Biografi
Georgij Zjukov föddes i byn Strelkovka, cirka fem kilometer från staden Ugodskij Zavod (nuvarande Zjukov), och kom från en bondebakgrund. Han blev tidigt körsnärlärling och kallades in i den tsarryska armén 1915 under första världskriget, där han tjänstgjorde som kavallerist. Under sin lärlingstid i tonåren studerade han i smyg med hjälp av husbondens äldste son. Han läste Allan Pinkerton, Arthur Conan Doyle, med mera, och studerade ingående ryska, matematik och geografi.
Zjukov dekorerades för tapperhet i strid och blev befordrad till underofficer. Zjukov anslöt sig till bolsjevikerna 1 mars 1919 och deltog i det ryska inbördeskriget 1918-21. År 1923 blev Zjukov regementschef och 1930 brigadchef. Han undgick avrättning eller avsked i samband med massarresteringarna inom officerskåren 1937. Zjukov menade att arresteringarna stod i bjärt kontrast till det socialistiska samhällets lagstiftning och moraliska karaktär.
Han ledde framgångsrikt förband ur Röda armén under slaget vid Chalchin-Gol mot Japan i augusti 1939. I februari 1941 blev han utnämnd till generalstabschef. Zjukov hade en mycket framträdande roll i de viktigaste slagen mot tyskarna under kriget på östfronten 1941-45, bland annat under slaget vid Stalingrad 1942-43 och vid Leningrad och Moskva 1941. Han planerade och ledde flera av Röda arméns operationer 1943-45. Tillsammans med marskalk Ivan Konev ledde han de strider som ledde till att Berlin intogs 1945. 
Zjukov skrev memoarerna Minnen och reflektioner (två delar) efter kriget, vilka främst belyser hans insatser under andra världskriget. Boken utgavs 1969 och blev en bästsäljare. Memoarerna finns översatta till svenska och gavs ut av Fram förlag.
Zjukov fick utmärkelsen Sovjetunionens hjälte fyra gånger. Efter kriget hamnade han emellertid i onåd hos Josef Stalin, men togs till nåder igen när Nikita Chrusjtjov kommit till makten efter Stalins död 1953. Han ledde den grupp militärer som arresterade och sköt Lavrentij Berija 1953. År 1955 blev han försvarsminister men tvingades avgå två år senare.
Han har efter Sovjetunionens fall hedrats med en ryttarstaty på Manegetorget i Moskva.
Zhukovstatyn i Ukrainas näst största stad Charkiv, revs ner 2019 av olika höger- och nationalistiska grupper bl.a. National Corps.

## Eftermäle
Asteroiden 2132 Zhukov är uppkallad efter honom.

## Bildgalleri

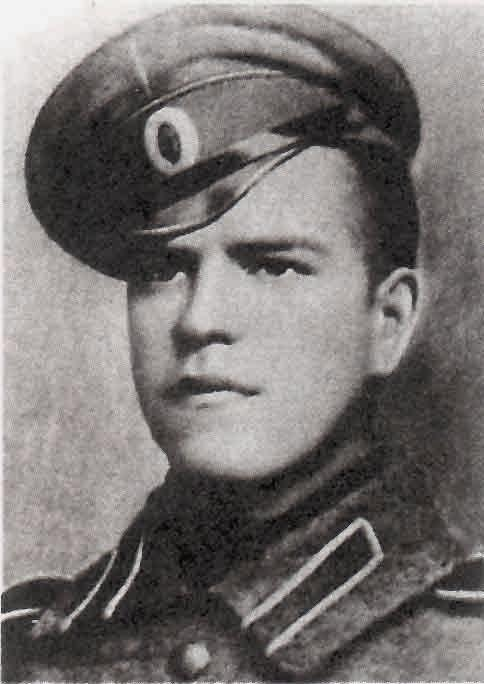
Zjukov 1916.
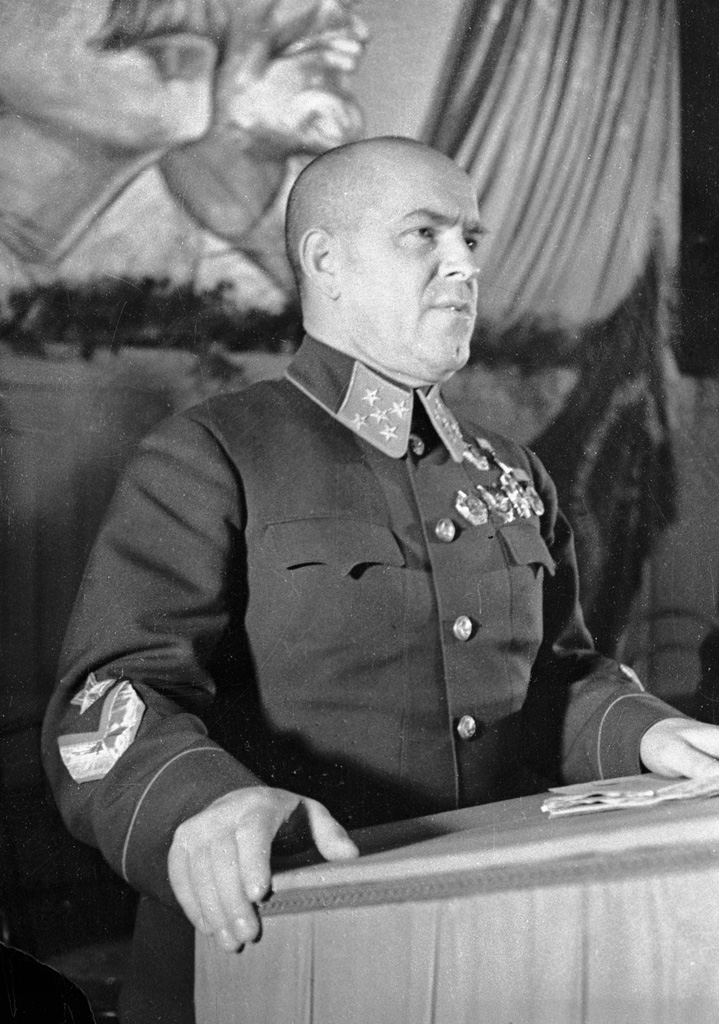
Zjukov 1941.
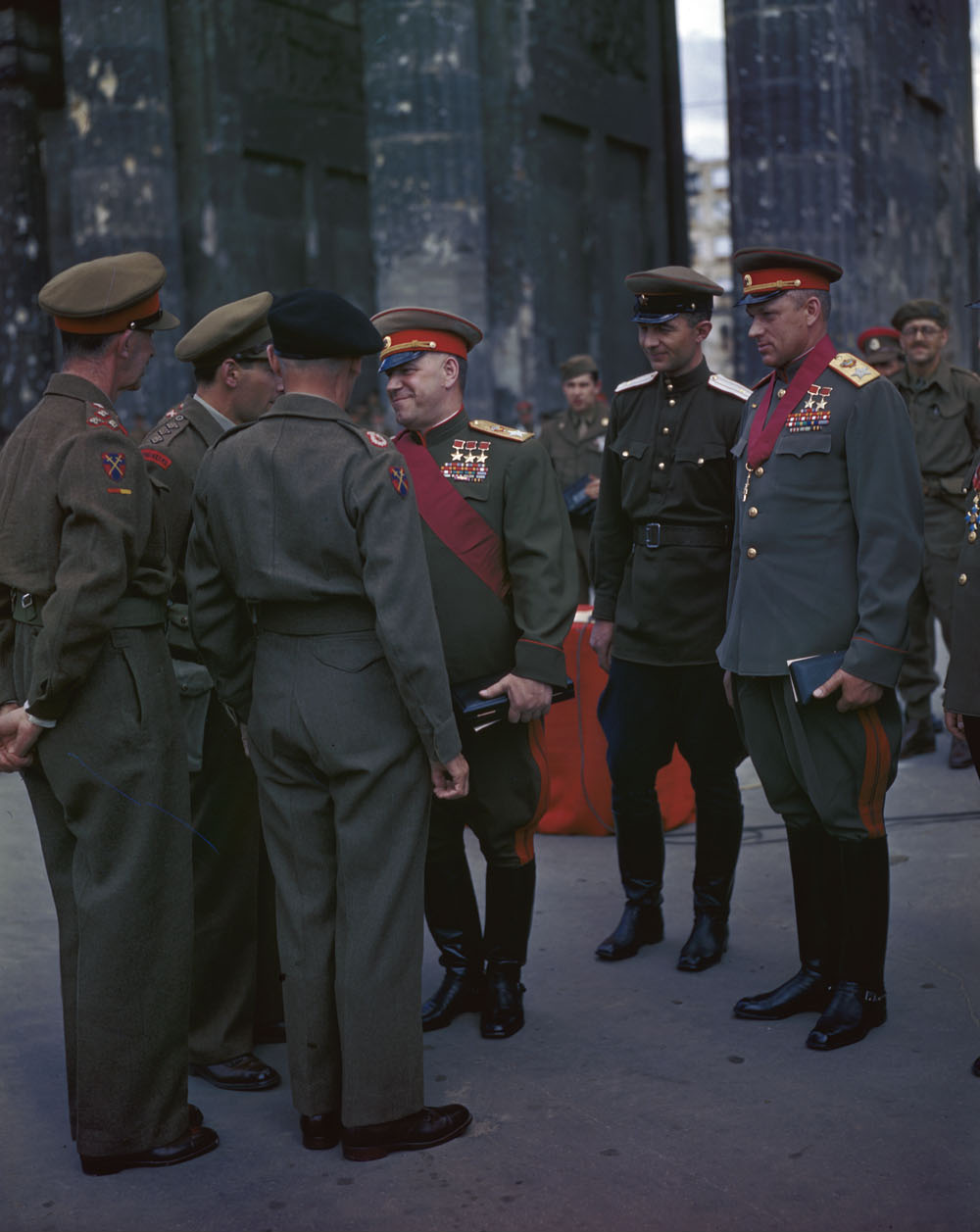
Zjukov (i mitten), med bland andra Bernard Montgomery och Konstantin Rokossovskij, i Berlin 1945.
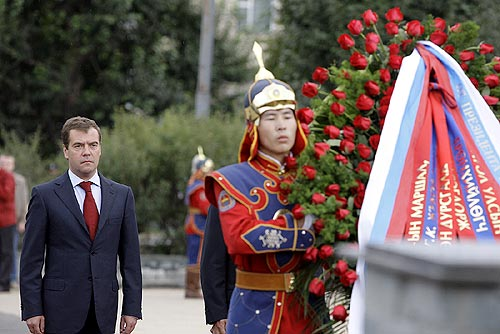
Rysslands president Dmitrij Medvedev nedlägger krans vid minnesmärke av Zjukov i Ulan Bator.